# Espinasse-Vozelle
Espinasse-Vozelle (okzitanisch: Espinassa e Vozela) ist eine französische Gemeinde mit 973 Einwohnern (Stand: 1. Januar 2022) im Département Allier  in der Region Auvergne-Rhône-Alpes. Sie gehört zum Kanton Bellerive-sur-Allier im Arrondissement Vichy. Die Einwohner werden Espinassois genannt.

## Geografie
Espinasse-Vozelle liegt acht Kilometer westlich von Vichy in der Landschaft Limagne bourbonnaise. Das Gemeindegebiet wird vom Flüsschen Béron durchquert, im Westen verläuft der Châlon. Umgeben wird Espinasse-Vozelle von den Nachbargemeinden Vendat im Norden, Charmeil im Nordosten, Bellerive-sur-Allier im Osten und Südosten, Serbannes im Südosten und Süden, Cognat-Lyonne im Süden und Südwesten, Escurolles im Westen und Nordwesten sowie Saint-Pont im Nordwesten.
Durch die Gemeinde führt die Autoroute A719.

## Bevölkerungsentwicklung
| Jahr                       | 1962 | 1968 | 1975 | 1982 | 1990 | 1999 | 2006 | 2019 |
| -------------------------- | ---- | ---- | ---- | ---- | ---- | ---- | ---- | ---- |
| Einwohner                  | 499  | 485  | 500  | 559  | 736  | 739  | 792  | 968  |
| Quellen: Cassini und INSEE |      |      |      |      |      |      |      |      |

## Sehenswürdigkeiten
- Kirche Saint-Clément aus dem 11. Jahrhundert
- Pfarrhaus aus dem 18. Jahrhundert
- Schloss Espinasse aus dem 14./15. Jahrhundert
- Schloss Puy-Vozelle aus der zweiten Hälfte des 19. Jahrhunderts, Monument historique seit 1990

Siehe auch: Liste der Monuments historiques in Espinasse-Vozelle